# 인슐린 저항성
인슐린 저항성( - 抵抗性, 영어: insulin resistance, IR)은 주로 제2형 당뇨병에서 다양한 원인에 의해서 혈당을 낮추는 인슐린의 기능이 떨어져 세포 및 물질대사 측면에서 결국 포도당 균형을 효과적으로 다루지 못하는 것을 말한다. 일반적으로 근육과 지방조직에서 인슐린의 증가를 감지하지 못하거나, 감지하더라도 인슐린의 작용이 효과적으로 일어나지 않아 인슐린 저항성이 나타난다. 인슐린 저항성이 높으면 이미 포도당이 충분한 경우에도 인체는 인슐린에 의한 포도당 전환이나 포도당 생성 억제를 하지 못한다. 인슐린을 만들어내는 췌장의 베타 세포는 높은 혈당이 유지되면 계속해서 인슐린을 만들어 내야 하고, 과부하로 결국 손상을 입어 제 기능을 하지 못하게 되기도 한다. 이로 인해 고혈압이나 고지혈증은 물론 심장병·당뇨병 등의 추가적인 질환까지 초래할 수 있다.

## 원인
간에서 혈당의 증가를 인식하고 포도당의 생산을 중지하고 포도당을 분해해야 하는데 인슐린 저항성으로 이러한 작용이 나타나지 않고 따라서 이미 높아져 있는 혈당이 더욱 증가하게 된다. 혈당의 증가는 다시 췌장에서 인슐린을 더욱 많이 만들게 하며 만들어진 인슐린은 작용이 안되므로 상태는 더욱 나빠지게 된다. 이러한 DKA(Diabetic ketoacidosis) 작용기전은 포도당 생성에 관여하는 옥살로아세트산(oxaloacetate)의 농도가 낮아지고 상대적으로 아세틸-CoA 농도가 높아짐으로써 케톤체(keton body) 농도도 높아져 혈중농도에 영향을 줌으로써 PH를 산성으로 유도하는 안 좋은 경우로 진행될 수 있다.
인슐린 수용체에의한 물질 대사의 대사경로(metabolic pathway) 손상이 인슐린 저항성의 발생 기전 중 하나로 여겨진다. 인슐린 수용체는 인슐린이 결합되어 작용이 나타나게 하는 곳이다. 인슐린 수용체의 대사경로를 손상시키는 원인으로는 포화지방산에 기인하는 TLR4(Toll like receptor 4)로 촉발될 수 있는 염증유발성 사이토카인에 의한 교란이 알려져 있다. 비만이나 운동 부족이 수용체 감소에 영향을 주는 것으로 생각된다. 또한 인슐린에 대한 항체가 생기거나 인슐린 수용체에 대한 항체 생성도 또 다른 원인으로 생각되고 있다.
복부 비만과 운동 부족, 열량 과잉 섭취 등으로 인해 인슐린 저항성이 생기게 된다고 알려져있지만, 독일의 축구 국가대표선수 마리오 괴체 또한 이 병으로 무기한 시즌아웃이 되기도 하는 등 복부비만, 운동 부족과 무관하게 발병할 수도 있는 것으로 여겨진다. 그러한 요인으로는 과도한 스트레스가 거론되고 있다. 그러나 여전히 운동(exercise, locomotive function)에 의한 에너지 대사의 효율적인 균형은 신체에 손상을 줄 수 있는 지방산의 과도한 축적의 해소나 원활한 대사 반응의 지속적인 진행에서 뿐만 아니라 뇌활동에도 기능적으로나 학습적으로 긍정적인 효과를 가져온다는 측면에서 매우 효과적인 효율을 제공하는 것으로 관련 전문가들은 이를 계속해서 제시하고 있다.

## 진단

### 공복인슐린 수치
공복혈장 인슐린 수치가 25 mU/L 혹은 174 pmol/L 이상이면 인슐린 저항에 해당한다. 이 수치는 마지막 식사 이후 3시간이 지나면 해당한다.

### 내당검사
진성당뇨병(diabetes mellitus) 진단에 사용되는 내당검사(glucose tolerance test, GTT)에서, 환자는 공복상태에서 75그램의 포도당을 복용한다. 그리고 2시간 후 환자의 혈당 수치를 측정한다.
해석은 세계보건기구(WHO) 가이드라인을 따른다. 2시간 후, 혈당(glycemia) 수치가 7.8mmol/L(140mg/dL) 이하면 정상, 7.8~ 11.0mmol/L(140~197mg/dL) 사이는 내당능장애(impaired glucose tolerance, IGT), 11.1mmol/L(200mg/dL) 이상은 진성당뇨병에 해당한다.
구강내당능검사(oral glucose tolerance test, OGTT)는 단순 인슐린 저항에서 정상이거나 가벼운 비정상이다. 측정 초기 포도당 수치가 올라가기도 하는데 이는 인슐린 생산에 있어서 식후 피크(postprandial peak)가 상실되었다는 사실을 반영한다. 몇시간 더 검사를 연장하는 것은 생리적 식후 인슐린 반응(physiologic postprandial insulin response)이 나타나지 않은 이후의 인슐린 생산의 과잉으로 인한 저혈당증(hypoglycemic dip)을 보인다.

### 고인슐린혈증 정상혈당 클램프
인슐린 저항 측정 및 수치화의 황금기준(gold srandard)은 고인슐린혈증 정식혈당 클램프(hyperinsulinemic euglycemic clamp)를 꼽는다. 저혈당증(hypoglycemia) 유발이 없는 인슐린 수치 증가분을 보상하는데 필요한 포도당(glucose) 양을 측정하기 때문이다. 이는 포도당 클램프 기법(glucose clamp technique)이다. 임상치료에서는 사용하지 않지만 의학 연구에서 약효를 평가하는데 사용된다. 포도당 주입 비율은 GINF 수치로서 당뇨병 관련 서적에 언급되어 있는 것을 참고한다.
절차는 2시간 소요된다. 말초정맥(peripheral vein)을 통하여 인슐린은 분당 10–120 mU per m2 주입된다. 인슐린 주입에 대한 보상으로, 혈당 수치 5~ 5.5mmol/L 사이를 유지하기 위하여 포도당 20%가 주입된다. 매 5~10분마다 혈당 수치를 체크함으로써 포도당 주입 비율을 결정한다.
마지막 30분동안의 포도당주입 비율은 인슐린 민감성(insulin sensitivity)을 결정한다. 만약 수치가 높으면(7.5mg/min 이상) 환자는 인슐린 민감성을 보이는 것이다. 수치가 낮으면(4.0mg/min 이하) 인슐린 활동에 저항이 있는 것을 의미한다. 4.0~7.5mg/min이면 내당능장애를 보이며 인슐린 저항의 초기 징후를 보인다.
포도당 추적자(glucose tracer, 포도당 추적을 위하여 검사기에 주입하는 방사성 원자)를 통하여 기법이 향상되었다. 포도당은 안정원자(stable atom)나 방사성원자(radioactive atom)로 판명된다. 보통은  3-3H 포도당(방사성), 6,6 2H-포도당(안정), 1-13C 포도당(안정)이 사용된다. 고인슐린 기간 시작 전에, 3h 추적자 주입은 포도당 생산 기본 비율을 결정하게 한다. 클램프 중엔 플라즈마 추적자(plasma tracer concentration)가 전신의 인슐린 자극성 포도당 대사(insulin-stimulated glucose metabolism)를 측정하고, 신체 포도당 생산도 측정한다(예 : 내생 포도당 생산).

## 치료 방법
비만한 제2형 당뇨병 환자에서 체중을 줄이고 운동을 시작해야 함이 자주 강조되고 있는 것은 인슐린 저항성이 당뇨병을 일으키는 가장 중요한 이유이기 때문이다. 비만한 사람이 체중을 줄이거나 운동을 시작하면서 인슐린 수용체가 다시 증가하여 인슐린 저항성이 사라질 수 있다.

## 같이 보기
- 저나트륨혈증(en:Hyponatremia, sodium deficiency, 소금 결핍)
- 인슐린 민감성(insulin sensitivity)
- 인슐린 분해효소(en:Insulin-degrading enzyme, IDE)
  - 아연
  - 아연 효소(zinc enzyme)
  - 아연 대사(zinc metabolism)
- 물질대사(신진대사)
  - 동화작용
  - 이화작용
- 미토콘드리아 & 아데노신 삼인산(ATP)
- 생활습관병(성인병)
- 대사 증후군(메터볼릭 신드롬)
- 만성 피로 증후군(CFS)
- 당뇨병(DM)
- 암 & 저체온증
- 피트산(en:Phytic acid, IP6)
- 이노시톨
  - D-카이로이노시톨(영어판)
  - L-카이로이노시톨(영어판)
- 현미 & 발아현미
  - 감마 아미노뷰티르산(GABA)
- 옥타코사놀 - 지구력 증진
- 디톡스(해독)
  - 녹두
  - 피니톨(영어판)